# Astra Biltauere
Astra Biltauere-Rubene (Riga, Reichskommissariat Ostland, 9 d'octubre de 1944) va ser una jugadora de voleibol letona que va competir durant la dècada de 1960 i 1970 sota bandera soviètica.
El 1964 va prendre part en els Jocs Olímpics de Tòquio, on guanyà la medalla de plata en la competició de voleibol.